# Rio Costeni
O Rio Costeni é um rio da Romênia, afluente do Dobricu, localizado no distrito de Maramureş.